# Marco Velo
Marco Velo (Brescia, 9 marzo 1974) è un ex ciclista su strada italiano, professionista dal 1996 al 2010. Dalla stagione 2011 lavora come direttore sportivo della Quick Step.

## Carriera
Passato professionista nel 1996 con la Brescialat, due anni più tardi si trasferisce alla Mercatone Uno. Qui trascorre quattro stagioni a fianco di Marco Pantani, aiutandolo nella conquista del Giro d'Italia e del Tour de France nella stagione 1998. Al Giro d'Italia 2000 è gregario di Stefano Garzelli, vincitore di quell'edizione della corsa rosa, mentre l'anno seguente si classifica egli stesso all'11º posto nel Giro d'Italia 2001.
È nel periodo alla Mercatone Uno che consegue la maggior parte dei suoi successi da professionista, soprattutto in corse a cronometro, come i quattro campionati nazionali a cronometro tra 1998 e 2001 (l'ultimo dei quali revocatogli) e le due Firenze-Pistoia, ma anche in alcune corse in linea.
Nel 2002 approda alla Fassa Bortolo, formazione diretta da Alberto Volpi e Stefano Zanatta. Qui è in squadra con Alessandro Petacchi, e presto ne diventa il prezioso ultimo uomo nel treno che lancia le volate allo sprinter spezzino. Con Velo ultimo uomo, Petacchi vince tra l'altro nove tappe al Giro d'Italia 2004.
Allo scioglimento della Fassa Bortolo a fine 2005 il duo, accompagnato da altri elementi come Fabio Sacchi e Alberto Ongarato, passa al Team Milram, formazione tedesca fondata per la stagione 2006 dopo una fusione tra Team Wiesenhof e Domina Vacanze. La stagione 2007 è contrassegnata da un grave infortunio che gli impedisce di partecipare alle più importanti corse. Nel 2009 si trasferisce alla Quick Step, squadra belga.
In carriera ha colto undici successi personali, oltre ad importanti piazzamenti. Nel suo palmarès annovera anche tre vittorie in cronometro a coppie e due in cronometro a squadre. Ha chiuso la carriera il 16 ottobre 2010, al Giro di Lombardia, dopo 15 stagioni tra i professionisti.

## Palmarès
- 1997 (Brescialat-Oyster, una vittoria)

4ª tappa Giro del Trentino
- 1998 (Mercatone Uno-Bianchi, sei vittorie)

Campionati italiani, Prova a cronometro
4ª tappa, 2ª semitappa Grand Prix Tell
Classifica generale Grand Prix Tell
Memorial Fausto e Serse Coppi
Firenze-Pistoia
Coppa delle Nazioni
- 1999 (Mercatone Uno-Bianchi, tre vittorie)

Campionati italiani, Prova a cronometro
Firenze-Pistoia
Gran Premio de Llodio
- 2000 (Mercatone Uno-Albacom, una vittoria)

Campionati italiani, Prova a cronometro

### Altri successi
- 1998 (Mercatone Uno-Bianchi)

Classifica combinata Grand Prix Tell
Classifica punti Grand Prix Tell
- 2006 (Team Milram)

Coppa Lella Mentasti, con Fabio Sacchi (cronocoppie)
Trofeo Città di Borgomanero, con Fabio Sacchi (cronocoppie)
- 2008 (Team Milram)

Trofeo Città di Borgomanero, con Fabio Sabatini (cronocoppie)

## Piazzamenti

### Grandi Giri
- Giro d'Italia

1996: 81º
1997: 30º
1998: 20º
1999: ritirato
2000: ritirato
2001: 11º
2003: 21º
2004: 101º
2005: 103º
2008: 87º
2010: 108º
- Tour de France

2000: 39º
2002: 54º
2003: ritirato
2004: ritirato
2006: 99º
2008: 44º
- Vuelta a España

2002: 57º
2004: 114º
2005: ritirato (20ª tappa)
2006: 118º
2007: 117º
2009: 93º